# 贝尔蒙特德米兰达
贝尔蒙特德米兰达，是西班牙阿斯图里亚斯的一个市镇。总面积208平方公里，总人口2159人（2001年），人口密度10人/平方公里。